# クリストファー・ウィールドン
クリストファー・ピーター・ウィールドン（Christopher Wheeldon, OBE、1973年3月22日 - ）は、イギリス出身の振付家。現代バレエ作品の振付で国際的に活躍している。

## 人生とキャリア
サマセット州ヨービルで生まれ、8歳でバレエダンサーになるべくトレーニングを始めた。11歳から18歳までロイヤル・バレエ学校で学び、1991年にロイヤル・バレエ団に入団した。同年、ローザンヌ国際バレエコンクールで金メダルを獲得した。 1993年、19歳でニューヨーク・シティ・バレエ団に移籍してニューヨークに転居した。1998年にはソリストに昇格した。
ダンサーとして活動する傍ら、1997年からニューヨーク・シティ・バレエ団で振付を始めた。その後、2000年に振付に集中するためダンサーを引退した。
2001年にはニューヨーク・シティ・バレエ団の常任振付家および首席常任アーティストとなった。すぐさま作品の制作を始め、『ポリフォニア』を皮切りにニューヨーク・シティ・バレエ団のために数々の優れた作品を制作した。ほどなくして才能ある振付家という評価を確立し、サンフランシスコ・バレエ団、ボリショイ・バレエ団、ロイヤル・バレエ団など数々の有名バレエ団から作品の委嘱を受けるようになった。2003年5月の時点で、少なくとも23作品を制作している。
2006年11月、米国ニューヨーク・シティ・センターと英国サドラーズ・ウェルズ劇場に拠点を置く Morphoses/The Wheeldon Company の設立を発表し、初年度にはベイル、ロンドン、ニューヨークで公演した。2008年2月にはニューヨーク・シティ・バレエ団の常任振付家の任期を満了して退任した。2009年にはシティ・パークス財団からシンガー・ソング・ライターのマーサ・ウェインライトとともに新作の制作を依頼された。「聖ローレンスの涙（Tears of St. Lawrence）」と題されたこの作品は、8月14日・15日にセントラル・パーク・サマー・ステージで初演された。ウィールドンとエドワード・リャンの振付による15分間のバレエは、12人のダンサーとともにウェインライトの生演奏と歌が入ったものであった。2010年2月には Morphoses を退いたが、同社は引き続きウィールドンの名を冠さずにバレエ作品の制作を継続することになった。
ウィールドンがイギリス人振付家として初めてボリショイ・バレエ団から新作の委嘱を受けたことから制作されたTVドキュメンタリー "Strictly Bolshoi" はエミー賞を受賞した。
アドボケート誌2009年6/7月号では、同誌が選ぶ「40歳以下の40人」として取り上げられた。2012年にはロイヤル・バレエ団の芸術アソシエイトに任命された。
2011年にはロイヤル・バレエ団のコヴェント・ガーデン公演で20年以上ぶりの全幕バレエとなる『不思議の国のアリス』を初演した。これはカナダ国立バレエ団と共同で委嘱されたもので、ロイヤル・バレエ団のプリンシパルであるローレン・カスバートソンを主役に据え、ジョビー・タルボットによる新たな音楽により2011年2月28日に世界初演された。
2014年にはシェイクスピアの戯曲に基づく『冬物語』をロイヤル・バレエ団で初演した。これもジョビー・タルボットの音楽によるもので、おおむね好評を得ている。デイリー・テレグラフは「継続すべきバレエ (a ballet to keep)」と評している。
2016年の新年の叙勲で、「イギリスのクラシックおよび演劇ダンスに対する世界の関心・評判を高めることに貢献した」として大英帝国勲章オフィサー章を受章した。
2016年12月にはシカゴでジョフリー・バレエに新たに振り付けた『くるみ割り人形』を初演した。これは第一幕の舞台を伝統的な上流階級のクリスマス・パーティーから1893年シカゴ万博に移したもので、マリーはそこから魅惑的なお菓子の国や外国の土地に誘われる。

## 私生活
2013年にヨガインストラクターのロス・レイバーンと結婚した。結婚式はニューヨーク州ファイアーアイランドで行われ、ダニエル・ロビンソンがその模様をVimeoに投稿している。